# Music Man (Film)
Music Man ist ein US-amerikanischer Film von Morton DaCosta aus dem Jahr 1962. Die Produktion ist eine Leinwandadaption des gleichnamigen Broadway-Musicals von Meredith Willson und Franklin Lacey.

## Handlung
Harold Hill ist ein Betrüger, der den Bewohnern kleiner Städte im Mittleren Westen der USA das Bedürfnis nach einer Knabenkapelle einredet. Natürlich bietet er sich als Organisator und Leiter der Kapelle an. Musikinstrumente und Uniformen werden von ihm bestellt und noch vor der Anlieferung wieder verkauft. Harold kann kein Instrument spielen und erst recht keinen Musikunterricht erteilen, sodass er mit dem Gewinn verschwindet.
In der ländlichen Kleinstadt River City in Iowa beginnt Harold sein abgekartetes Spiel. Die örtliche Spielhalle wird von ihm als Ursache der Verwahrlosung der Jugend dargestellt. Die Halle ist im Besitz des Bürgermeisters Shinn. Die Einwohner finden Geschmack an Harolds Vorschlag, eine Knabenkapelle zu gründen. Nur die örtliche Bibliothekarin und Klavierlehrerin Marian Poree ist skeptisch. Harold kümmert sich nun verstärkt um die junge Frau, die sich auch bald in ihn verliebt. Die Übungen der Kapelle beginnen, die Einwohner sind beeindruckt, die Bedenken des Bürgermeisters werden ignoriert. Sogar dessen Frau wird von Harold dazu gebracht, ein Komitee für Damentanz zu leiten.
Charlie Cowell, ein Konkurrent Harolds, kommt in die Stadt. Er will Harold als Betrüger entlarven. Marian ist schockiert, die Einwohner wollen Harold teeren und federn. Sie schnappen Harold und sorgen für ein Verhör im Gemeindesaal, wo gerade die Knabenkapelle übt. Marian kann die Bürger dazu bringen, Harold nicht zu bestrafen, denn, obwohl er gelogen hat, hat er in der Stadt für ein neues Gemeinschaftsgefühl gesorgt. Zum Schluss zieht die Knabenkapelle durch die Stadt und feiert eine große Musikparade.

## Hintergrund
Die Weltpremiere fand in Mason City, Iowa, der Geburtsstadt von Meredith Wilson, statt. Allgemeiner Kinostart in den USA war der 19. Juni 1962. In Deutschland wurde der Film am 18. Januar 1976 im Fernsehen ausgestrahlt.
Das Musical wurde am 19. Dezember 1957 in New York uraufgeführt. 1375 Vorstellungen wurden gegeben. Unter der Regie von Morton DaCosta spielte auch hier Robert Preston die Titelrolle. Preston war jedoch nicht die erste Wahl für Warner Bros., die an Cary Grant als Star dachten. Doch nach Intervention von Meredith Wilson und Morton DaCosta wurde Preston engagiert.
Der US-amerikanische TV-Sender ABC produzierte 2003 einen gleichnamigen Fernsehfilm mit Matthew Broderick als Harold Hill, der für fünf Emmys nominiert wurde.

## Kritiken
„Naiv-schwungvolles Musical in gewohnter Hollywood-Qualität: Während die Handlung oberflächlich-seicht bleibt, bietet die mitreißend arrangierte Musik perfekte, wenn auch anspruchslose Unterhaltung“, befand das Lexikon des internationalen Films. Bosley Crowther von der New York Times meinte, das Programm sei gut, alle Darsteller spielten „in der flotten, strahlenden Art von Musikkomödien-Schauspielern, die sie alle augenscheinlich sind“.
Variety bezeichnete Music Man als „erbauendes, schlagendes, attraktiv gestaltetes und am Ende liebenswertes Super-Musical“.

## Auszeichnungen
- Gewonnen:
  - 1963: Oscar für Ray Heindorf in der Kategorie Beste Filmmusik
  - 1963: Golden Globe in der Kategorie Bester Film (Musical)
  - 1963: Laurel Award als Bestes Musical und für Robert Preston als Bester Hauptdarsteller in einem Musical
  - 1963: WGA Award der Writers Guild of America für Marion Hargrove
  - 2005: Aufnahme in das National Film Registry
- Nominiert:
  - 1963: Oscar-Nominierungen in den Kategorien Bester Film, Bestes Szenenbild (Paul Groesse und George James Hopkins), Bestes Kostümdesign (Dorothy Jeakins), Bester Schnitt und Bester Ton (George Groves)
  - 1963: Golden-Globe-Nominierungen in den Kategorien Bester Hauptdarsteller (Musical) (Robert Preston), Beste Hauptdarstellerin (Musical) (Shirley Jones), Beste Nebendarstellerin (Hermione Gingold), Beste Regie und Beste Filmmusik (Meredith Wilson)
  - 1963: 3. Platz bei den Laurel Awards für Shirley Jones als Beste Hauptdarstellerin in einem Musical
  - 1963: DGA-Award der Directors Guild of America für Morton DaCosta